# Corymica pryeri
Corymica pryeri är en fjärilsart som beskrevs av Butler 1878. Corymica pryeri ingår i släktet Corymica och familjen mätare. Inga underarter finns listade i Catalogue of Life.